# Prima Divisione 1935-1936
La  Prima Divisione 1935-1936 fu il torneo regionale superiore di quell’edizione del campionato italiano di calcio.
Con la trasformazione della ex Prima Divisione in Serie C si rese necessaria la ridenominazione dei due campionati regionali inferiori cambiando Seconda Divisione in Prima Divisione e Terza Divisione in Seconda Divisione a parità di livello gerarchico F.I.G.C. che rimase immutato.
La Prima Divisione (ex Seconda Divisione) fu organizzata e gestita dai Direttori Regionali di Zona, che ne fecero ciò che vollero: alcuni traspirarono pari pari la vecchia Seconda Divisione, altri selezionarono un organico meritorio, altri non organizzarono nulla.
Al campionato presero parte anche delle squadre riserve che però non avevano diritto alla promozione, riservato alla migliore classificata tra le prime squadre. Complice lo scoppio della guerra d'Etiopia, tutte le squadre furono esentate dalla retrocessione, anche quelle ritiratesi per più o meno presunte cause belliche.

## Piemonte
Direttorio I Zona (Piemonte).
Sede: Via Ponza, 2 - Torino tel.43143.
Presidente: Gustavo Norzi

### Girone unico

#### Squadre partecipanti
| Club                            | Città         | Stagione precedente |
| ------------------------------- | ------------- | ------------------- |
| Alessandria U.S. (B = riserve)  | Alessandria   |                     |
| A.S. Aosta                      | Aosta         |                     |
| A.S. Biellese (B = riserve)     | Biella (VC)   |                     |
| Cuneo Sportiva                  | Cuneo         |                     |
| F.B.C. Juventus (B = riserve)   | Torino        |                     |
| A.C. Novara (B = riserve)       | Novara        |                     |
| Oleggio Sportiva                | Oleggio (NO)  |                     |
| Pinerolo F.C.                   | Pinerolo (TO) |                     |
| U.S. Pro Vercelli (B = riserve) | Vercelli      |                     |
| A.C. Torino (B = riserve)       | Torino        |                     |

Asti e Voluntas Villadossola iniziarono il campionato ma si ritirarono dopo poche giornate.

#### Classifica
|  | Pos. | Squadra        | Pt | G  | V  | N | P  | GF | GS | DR  |
|  | ---- | -------------- | -- | -- | -- | - | -- | -- | -- | --- |
|  | 1.   | Torino B       | 32 | 18 | 15 | 2 | 1  | 54 | 16 | +38 |
|  | 2.   | Alessandria B  | 25 | 18 | 12 | 1 | 5  | 54 | 29 | +25 |
|  | 2.   | Juventus B     | 25 | 18 | 10 | 5 | 3  | 49 | 19 | +30 |
|  | 4.   | Pro Vercelli B | 22 | 18 | 9  | 4 | 5  | 33 | 21 | +12 |
|  | 5.   | Novara B       | 19 | 18 | 9  | 1 | 8  | 38 | 36 | +2  |
|  | 6.   | Pinerolo       | 17 | 18 | 8  | 1 | 9  | 26 | 38 | -12 |
|  | 7.   | Aosta          | 14 | 18 | 5  | 4 | 9  | 28 | 40 | -12 |
|  | 7.   | Biellese B     | 14 | 18 | 4  | 6 | 8  | 21 | 28 | -7  |
|  | 9.   | Oleggio        | 7  | 18 | 2  | 3 | 13 | 20 | 53 | -33 |
|  | 10.  | Cuneo          | 5  | 18 | 1  | 3 | 14 | 15 | 58 | -43 |

Legenda:
      Promosso in Serie C.
Regolamento:
Due punti a vittoria, uno a pareggio, zero a sconfitta.
Pari merito in caso di pari punti.

## Lombardia
Direttorio II Zona (Lombardia).
Sede: Viale Piave, 43 - Milano - tel.21925.
Presidente: Cav. Eraldo Gaudenzi
Segr.e Cassiere: Cav. e Capomastro Riccardo Zoppini
Fiduciario C.I.T.A.: Dino Ciceri
Rap.Sez. Propaganda: Cav. Rag. Gabriele Zeni
Rap.Fasci Giovanili: Avv. Guido Freda
Membro aggiunto: Rag. Francesco Andreoni.
Campionato a 30 squadre: 8 retrocesse dal DDS, 9 squadre riserve, 10 più il Seregno-B confermate selezionandole dalla previgente 2ª Divisione, la piemontese Juve Domo, e la Isotta Fraschini dalla 3ª Divisione.

### Girone A

#### Squadre partecipanti
| Club                                     | Città                   | Stagione precedente                  |
| ---------------------------------------- | ----------------------- | ------------------------------------ |
| S.S. Alleanza                            | Milano                  |                                      |
| A.S. Ambrosiana-Inter (B = riserve)      | Milano                  |                                      |
| G.S. Dop. Ernesto Breda                  | Sesto San Giovanni (MI) |                                      |
| U.S. Caratese                            | Carate Brianza (MI)     |                                      |
| Dopolavoro Aziendale Falck (B = riserve) | Sesto San Giovanni (MI) |                                      |
| A.C. Iris 1914                           | Milano                  |                                      |
| G.S. Dop. Isotta Fraschini               | Milano                  |                                      |
| A.C. Minerva                             | Milano                  |                                      |
| A.C. Montello                            | Milano                  |                                      |
| U.S. Vimercatese                         | Vimercate (MI)          | 11ª nel gir.B di Prima Divisione DDS |

#### Classifica
|  | Pos. | Squadra       | Pt | G  | V | N | P | GF | GS | DR |
|  | ---- | ------------- | -- | -- | - | - | - | -- | -- | -- |
|  | 1.   | Ernesto Breda | ?? | 18 |   |   |   |    |    |    |
|  | 2.   | ???           | ?? | 18 |   |   |   |    |    |    |
|  | 3.   | ???           | ?? | 18 |   |   |   |    |    |    |
|  | 4.   | Caratese      | ?? | 18 |   |   |   |    |    |    |
|  | 5.   | ???           | ?? | 18 |   |   |   |    |    |    |
|  | 6.   | ???           | ?? | 18 |   |   |   |    |    |    |
|  | 7.   | ???           | ?? | 18 |   |   |   |    |    |    |
|  | 8.   | ???           | ?? | 18 |   |   |   |    |    |    |
|  | 9.   | ???           | ?? | 18 |   |   |   |    |    |    |
|  | 10.  | ???           | ?? | 18 |   |   |   |    |    |    |

Legenda:
      Ammesso alle finali regionali.
Regolamento:
Due punti a vittoria, uno a pareggio, zero a sconfitta.
Pari merito in caso di pari punti.
Verdetti
- La Breda è ammessa alla finale regionale per la promozione in Serie C.

### Girone B

#### Squadre partecipanti
| Club                                      | Città              | Stagione precedente                  |
| ----------------------------------------- | ------------------ | ------------------------------------ |
| A.S. Ardita                               | Como-Rebbio        |                                      |
| S.G. Gallaratese (B = riserve)            | Gallarate (VA)     |                                      |
| A.C. Intra                                | Intra (NO)         | 7ª nel gir.B di Prima Divisione DDS  |
| U.S. Juventus                             | Domodossola (NO)   |                                      |
| Milan F.C. (B = riserve)                  | Milano             | nel Campionato Riserve               |
| Pirelli                                   | Milano-Bicocca     | 7ª nel gir.C di Prima Divisione DDS  |
| Soc. Pro Patria et Libertate (B =riserve) | Busto Arsizio (VA) |                                      |
| A.S. Seregno (B = riserve)                | Seregno (MI)       |                                      |
| G.S. S.I.A.I. Marchetti                   | Sesto Calende (VA) | 8ª nel gir.C di Prima Divisione DDS  |
| Varese Sportiva                           | Varese             | 10ª nel gir.C di Prima Divisione DDS |

#### Classifica
|  | Pos. | Squadra        | Pt | G  | V | N | P | GF | GS | DR |
|  | ---- | -------------- | -- | -- | - | - | - | -- | -- | -- |
|  | 1.   | Milan B        | 31 | 18 |   |   |   |    |    |    |
|  | 2.   | SIAI Marchetti | 27 | 18 |   |   |   |    |    |    |
|  | 3.   | Pirelli        | 25 | 18 |   |   |   |    |    |    |
|  | 4.   | Seregno B      | 23 | 18 |   |   |   |    |    |    |
|  | 5.   | Ardita         | 18 | 18 |   |   |   |    |    |    |
|  | 6.   | Pro Patria B   | 17 | 18 |   |   |   |    |    |    |
|  | 7.   | Juventus Domo  | 13 | 18 |   |   |   |    |    |    |
|  | 8.   | Intra          | 12 | 18 |   |   |   |    |    |    |
|  | 9.   | Varese         | 11 | 18 |   |   |   |    |    |    |
|  | 10.  | Gallaratese B  | 3  | 18 |   |   |   |    |    |    |

Legenda:
      Ammesso alle finali regionali.
Regolamento:
Due punti a vittoria, uno a pareggio, zero a sconfitta.
Pari merito in caso di pari punti.
Note:
Varese ammesso in Serie C a completamento organici.
Intra e Juventus Domo dalla stagione 1936-37 tornano a disputare i campionati organizzati dal Direttorio I Zona (Piemonte).

### Girone C

#### Squadre partecipanti
| Club                                     | Città           | Stagione precedente                  |
| ---------------------------------------- | --------------- | ------------------------------------ |
| U.S. Ardens                              | Bergamo         | 10ª nel gir.B di Prima Divisione DDS |
| Atalanta Bergamasca Calcio (B = riserve) | Bergamo         |                                      |
| F.B.C. Brescia (B = riserve)             | Brescia         |                                      |
| Caravaggio Sportiva                      | Caravaggio (BG) |                                      |
| A.C. Codogno                             | Codogno (MI)    |                                      |
| U.S. Cremonese (B = riserve)             | Cremona         |                                      |
| A.S. Fanfulla (B = riserve)              | Lodi (MI)       |                                      |
| G.S. Galbani                             | Melzo (MI)      |                                      |
| Pro Lissone                              | Lissone (MI)    | 12ª nel gir.B di Prima Divisione DDS |
| C.S. Trevigliese                         | Treviglio (BG)  | 13ª nel gir.B di Prima Divisione DDS |

#### Classifica
|  | Pos. | Squadra     | Pt       | G  | V  | N | P  | GF | GS | DR  |
|  | ---- | ----------- | -------- | -- | -- | - | -- | -- | -- | --- |
|  | 1.   | Cremonese B | 22       | 16 | 10 | 2 | 4  | 34 | 25 | +9  |
|  | 1.   | Trevigliese | 22       | 16 | 10 | 2 | 4  | 23 | 18 | +5  |
|  | 3.   | Galbani     | 20       | 16 | 9  | 2 | 5  | 44 | 24 | +20 |
|  | 3.   | Atalanta B  | 20       | 16 | 7  | 4 | 4  | 30 | 20 | +10 |
|  | 5.   | Brescia B   | 17       | 16 | 8  | 1 | 7  | 34 | 33 | +1  |
|  | 6.   | Ardens      | 14       | 16 | 6  | 2 | 8  | 23 | 30 | -7  |
|  | 7.   | Caravaggio  | 12       | 16 | 4  | 4 | 7  | 23 | 28 | -5  |
|  | 8.   | Codogno     | 11       | 16 | 2  | 7 | 7  | 19 | 29 | -10 |
|  | 9.   | Fanfulla B  | 6        | 16 | 2  | 2 | 12 | 11 | 34 | -23 |
|  | 10.  | Pro Lissone | Ritirato | -- | .  | . | .  | .  | .  |     |

Legenda:
      Ammesso alle finali regionali.
Regolamento:
Due punti a vittoria, uno a pareggio, zero a sconfitta.
Pari merito in caso di pari punti.
Verdetti
- Trevigliese (prima squadra non riserve) è ammessa alla finale regionale per la promozione in Serie C.

### Girone di finale

#### Classifica
|  | Pos. | Squadra        | Pt | G | V | N | P | GF | GS | DR |
|  | ---- | -------------- | -- | - | - | - | - | -- | -- | -- |
|  | 1.   | SIAI Marchetti | 4  | 3 |   |   |   |    |    |    |
|  | 2.   | Trevigliese    | 3  | 3 |   |   |   |    |    |    |
|  | 3.   | Ernesto Breda  | 3  | 4 |   |   |   |    |    |    |

Legenda:
      Promosso in Serie C.
Regolamento:
Due punti a vittoria, uno a pareggio, zero a sconfitta.
Pari merito in caso di pari punti.
Note:
Manca il risultato della gara: Trevigliese-SIAI Marchetti.
Verdetti
- S.I.A.I. Marchetti promosso in Serie C.

## Veneto
Direttorio III Zona (Veneto).
Sede: S.Geremia 290 - Venezia - tel.22880.
Presidente: Antonio Scalabrin

### Girone unico

#### Squadre partecipanti
| Club                         | Città                    | Stagione precedente |
| ---------------------------- | ------------------------ | ------------------- |
| S.S. Adriese                 | Adria                    |                     |
| U.S. Audace                  | Verona                   |                     |
| A.F.C. Bassano               | Bassano del Grappa (VI)  |                     |
| A.C. "Gianvittore Mezzomo"   | Feltre (BL)              |                     |
| G.S. Giorgione               | Castelfranco Veneto (TV) |                     |
| A.C. Valerio Valery          | Legnago (VR)             |                     |
| Dop. Az. Marzotto            | Valdagno (VI)            |                     |
| A.F.C. Mestre                | Venezia                  |                     |
| A.F.C. Piave                 | Belluno                  |                     |
| A.C. Schio                   | Schio (VI)               |                     |
| A.C. Thiene                  | Thiene (VI)              |                     |
| A.F.C. Venezia (B = riserve) | Venezia                  |                     |

#### Classifica
|  | Pos. | Squadra               | Pt       | G  | V  | N | P  | GF | GS | DR  |
|  | ---- | --------------------- | -------- | -- | -- | - | -- | -- | -- | --- |
|  | 1.   | Marzotto Valdagno     | 26       | 19 | 11 | 4 | 4  | 47 | 21 | +26 |
|  | 2.   | Piave                 | 25       | 19 | 10 | 5 | 4  | 37 | 25 | +12 |
|  | 3.   | Audace SME            | 23       | 19 | 8  | 7 | 4  | 36 | 25 | +11 |
|  | 4.   | Schio                 | 20       | 19 | 7  | 6 | 6  | 34 | 26 | +8  |
|  | 4.   | Adriese               | 20       | 19 | 6  | 8 | 5  | 38 | 33 | +5  |
|  | 4.   | Valerio Valery        | 20       | 19 | 8  | 4 | 7  | 29 | 42 | -13 |
|  | 7.   | Giorgione             | 19       | 19 | 7  | 5 | 7  | 38 | 36 | +2  |
|  | 8.   | Venezia B             | 14       | 19 | 5  | 4 | 10 | 20 | 37 | -17 |
|  | 9.   | "Gianvittore Mezzomo" | 13       | 19 | 4  | 5 | 10 | 20 | 29 | -9  |
|  | 9.   | Mestre                | 13       | 19 | 4  | 5 | 10 | 24 | 38 | -14 |
|  | --   | Thiene                | Ritirato | -- | .  | . | .  | .  | .  |     |
|  | --   | Bassano               | Ritirato | -- | .  | . | .  | .  | .  |     |
|  | --   | Pordenone             | Ritirato | -- | .  | . | .  | .  | .  |     |

Legenda:
      Campione veneto di 1ª Divisione e promosso in Serie C.
Regolamento:
Due punti a vittoria, uno a pareggio, zero a sconfitta.
Pari merito in caso di pari punti.

## Venezia Tridentina
Direttorio IV Zona (Venezia Tridentina).
Sede: Via San Pietro, 2 - Trento.

### Girone unico

#### Squadre partecipanti
| Club                           | Città       | Stagione precedente |
| ------------------------------ | ----------- | ------------------- |
| Bolzano Calcio                 | Bolzano     |                     |
| Mantova Sportiva (B = riserve) | Mantova     |                     |
| Merano Sportiva                | Merano (BZ) |                     |
| A.S. Trento (B = riserve)      | Trento      |                     |
| A.C. Verona (B = riserve)      | Verona      |                     |

#### Classifica
|  | Pos. | Squadra       | Pt | G | V | N | P | GF | GS | DR  |
|  | ---- | ------------- | -- | - | - | - | - | -- | -- | --- |
|  | 1.   | Verona B      | 11 | 8 | 5 | 1 | 2 | 27 | 9  | +18 |
|  | 2.   | Bolzano       | 9  | 8 | 4 | 1 | 3 | 12 | 10 | +2  |
|  | 2.   | Merano        | 9  | 8 | 4 | 1 | 3 | 15 | 12 | +3  |
|  | 4.   | Mantova B     | 8  | 8 | 3 | 2 | 3 | 11 | 11 | 0   |
|  | 5.   | Trento B (-1) | 2  | 8 | 1 | 1 | 6 | 6  | 26 | -20 |

Legenda:
      Promosso in Serie C.
Regolamento:
Due punti a vittoria, uno a pareggio, zero a sconfitta.
Note:
Trento B ha scontato 1 punto di penalizzazione in classifica per una rinuncia.
Il Bolzano, inizialmente promosso in C e inserito dal DDS nel Girone A il 24 luglio 1936, va in collasso finanziario per l’eccessivo aggravio dei costi e si scioglie.
Spareggio:
|         | Spareggio |        | Città e data            |  |
| ------- | --------- | ------ | ----------------------- |  |
| Bolzano | 0-0       | Merano | Trento, 2 febbraio 1936 |  |
| Bolzano | 2-1       | Merano | Trento, 9 febbraio 1936 |  |
|         |           |        |                         |  |

## Venezia Giulia
Direttorio V Zona (Venezia Giulia).
Sede: Via Mazzini, 30 - Trieste.
Presidente: Piero Sponza

### Girone unico

#### Squadre partecipanti
| Club                              | Città           | Stagione precedente |
| --------------------------------- | --------------- | ------------------- |
| U.S. Fiumana B-riserve            | Fiume           |                     |
| A.C. Fortitudo                    | Trieste         |                     |
| G.S. Giovanni Grion (B = riserve) | Pola            |                     |
| D.A. C.R.D.A. Monfalcone          | Monfalcone (TS) |                     |
| A.C. Palmanova                    | Palmanova (UD)  |                     |
| A.C. Pieris                       | Pieris (TS)     |                     |
| S.S. Ponziana                     | Trieste         |                     |
| A.S. Pro Gorizia (B = riserve)    | Gorizia         |                     |
| U.S. Triestina (B = riserve)      | Trieste         |                     |
| A.C. Udinese (B = riserve)        | Udine           |                     |

#### Classifica
|  | Pos. | Squadra           | Pt       | G  | V  | N | P  | GF | GS | DR  |
|  | ---- | ----------------- | -------- | -- | -- | - | -- | -- | -- | --- |
|  | 1.   | Ponziana          | 27       | 17 | 12 | 3 | 2  | 29 | 14 | +15 |
|  | 2.   | Triestina B       | 27       | 17 | 12 | 3 | 2  | 59 | 13 | +46 |
|  | 3.   | Fiumana B         | 26       | 17 | 11 | 4 | 2  | 52 | 13 | +39 |
|  | 4.   | Fortitudo Trieste | 20       | 17 | 7  | 6 | 4  | 21 | 21 | 0   |
|  | 5.   | Udinese B         | 19       | 17 | 7  | 5 | 5  | 47 | 32 | +15 |
|  | 6.   | Pieris            | 14       | 17 | 5  | 4 | 8  | 33 | 37 | -4  |
|  | 7.   | CRDA Monfalcone   | 9        | 17 | 4  | 1 | 12 | 21 | 54 | -33 |
|  | 8.   | Pro Gorizia B     | 8        | 17 | 3  | 2 | 12 | 23 | 56 | -33 |
|  | 9.   | Grion Pola B (-1) | 4        | 17 | 1  | 3 | 13 | 15 | 51 | -36 |
|  | --   | Palmanova         | Ritirato |    |    |   |    |    |    |     |

Legenda:
      Promosso in Serie C.
Regolamento:
Due punti a vittoria, uno a pareggio, zero a sconfitta.
Pari merito in caso di pari punti.
Note:
Il Ponziana fu proclamato campione giuliano dopo vittoria nello spareggio contro la Triestina B (21 aprile 1936: Ponziana-Triestina B 3-1), in ogni caso era già stato promosso in Serie C indipendentemente dall'esito dello spareggio in quanto prima classificata tra le prime squadre.
Il Fortitudo fu ammesso in Serie C per allargamento dei quadri il 24 luglio 1936.
Il Grion B fu penalizzato di un punto per un forfait.
Il Palmanova si ritirò nel girone di ritorno, considerati validi per le altre squadre i soli risultati del Palmanova nel girone di andata nel corso del quale aveva racimolato sette punti.

## Liguria
Direttorio VI Zona (Liguria).
Sede: Galleria Mazzini, 7/1 - Genova tel. 54-880.
Presidente:

### Girone unico

#### Squadre partecipanti
| Club                                       | Città                  | Stagione precedente |
| ------------------------------------------ | ---------------------- | ------------------- |
| S.C. Alassio                               | Alassio (SV)           |                     |
| Albingaunia Sport                          | Albenga (SV)           |                     |
| S.S. Bel Paese                             | Genova                 |                     |
| A.S.Pol. Corniglianese                     | Genova-Cornigliano     |                     |
| A.S. Finalese                              | Finale Ligure (SV)     |                     |
| Genova 1893 Circolo del Calcio (B=riserve) | Genova                 |                     |
| G.A. Ilva                                  | Savona                 |                     |
| Pol. Loanese                               | Loano (SV)             |                     |
| U.S. Maurina                               | Imperia-Porto Maurizio |                     |
| S.C. Riva Trigoso                          | Sestri Levante (GE)    |                     |
| C.S. Ruentes                               | Rapallo (GE)           |                     |
| A.C. Sampierdarenese (B = riserve)         | Genova-Sampierdarena   |                     |
| A.C.F. Vado                                | Vado Ligure (SV)       |                     |

#### Classifica
|  | Pos. | Squadra                | Pt       | G  | V  | N | P  | GF | GS | DR  |
|  | ---- | ---------------------- | -------- | -- | -- | - | -- | -- | -- | --- |
|  | 1.   | Corniglianese          | 36       | 23 | 15 | 6 | 2  | 67 | 28 | +39 |
|  | 2.   | Genova 1893 B          | 35       | 23 | 17 | 1 | 5  | 70 | 13 | +57 |
|  | 2.   | Sampierdarenese B (-1) | 35       | 23 | 17 | 2 | 4  | 59 | 29 | +30 |
|  | 4.   | Vado                   | 29       | 23 | 12 | 5 | 6  | 44 | 30 | +14 |
|  | 5.   | Bel Paese              | 22       | 23 | 9  | 4 | 10 | 35 | 47 | -12 |
|  | 6.   | Rapallo Ruentes (-2)   | 21       | 23 | 9  | 5 | 9  | 38 | 28 | +10 |
|  | 6.   | Riva Trigoso           | 21       | 23 | 7  | 7 | 9  | 23 | 37 | -14 |
|  | 7.   | Maurina                | 20       | 23 | 8  | 4 | 11 | 29 | 38 | -9  |
|  | 9.   | Ilva Savona            | 19       | 23 | 6  | 7 | 10 | 28 | 31 | -3  |
|  | 10.  | Albingaunia (-2)       | 15       | 23 | 6  | 5 | 12 | 29 | 47 | -18 |
|  | 10.  | Finalese               | 15       | 23 | 6  | 3 | 14 | 22 | 38 | -16 |
|  | 12.  | Loanese (-1)           | 7        | 23 | 3  | 2 | 18 | 22 | 70 | -48 |
|  | --   | Alassio                | Ritirato |    |    |   |    |    |    |     |

Legenda:
      Promosso in Serie C.
Regolamento:
Due punti a vittoria, uno a pareggio, zero a sconfitta.
Pari merito in caso di pari punti.
Note:
Sampierdarenese B e Loanese hanno scontato 1 punto di penalizzazione in classifica per una rinuncia.
Rapallo Ruentes e Albingaunia hanno scontato 2 punti di penalizzazione in classifica per due rinunce.
Vado ammesso in Serie C a completamento degli organici.

## Emilia
Direttorio VII Zona (Emilia).
Sede: Via Ugo Bassi Locali Borsa 26 B - Bologna tel.23413.
Incaricato: Cav. Rag. Carlo Mazzantini

### Girone unico

#### Squadre partecipanti
| Club                         | Città          | Stagione precedente |
| ---------------------------- | -------------- | ------------------- |
| U.S. Baracca Lugo            | Lugo (RA)      |                     |
| Bologna A.G.C. (B = riserve) | Bologna        |                     |
| A.G.C. Budrio                | Budrio (BO)    |                     |
| A.C. Carpi                   | Carpi (MO)     |                     |
| A.S. Forlì                   | Forlì          |                     |
| Modena Calcio (B = riserve)  | Modena         |                     |
| Pol. Molinella               | Molinella (BO) |                     |
| A.C. Parma (B =riserve)      | Parma          |                     |
| A.C. Ravenna                 | Ravenna        |                     |
| A.C. Reggiana (B = riserve)  | Reggio Emilia  |                     |
| U.S. Renato Serra            | Cesena (FO)    |                     |
| U.S. Russi                   | Russi (RA)     |                     |
| S.P.A.L. (B = riserve)       | Ferrara        |                     |
| Savena F.C.                  | Bologna        |                     |

#### Classifica
|  | Pos. | Squadra      | Pt       | G  | V  | N | P  | GF | GS | DR  |
|  | ---- | ------------ | -------- | -- | -- | - | -- | -- | -- | --- |
|  | 1.   | Bologna B    | 36       | 23 | 16 | 4 | 3  | 52 | 14 | +38 |
|  | 2.   | Baracca Lugo | 32       | 23 | 13 | 6 | 4  | 48 | 26 | +22 |
|  | 2.   | Molinella    | 32       | 23 | 14 | 4 | 5  | 45 | 27 | +18 |
|  | 4.   | Forlì        | 31       | 23 | 13 | 5 | 5  | 55 | 29 | +26 |
|  | 5.   | Carpi        | 25       | 23 | 9  | 7 | 7  | 36 | 28 | +8  |
|  | 6.   | Ravenna      | 22       | 23 | 8  | 6 | 9  | 29 | 39 | -10 |
|  | 7.   | Savena       | 20       | 23 | 8  | 4 | 11 | 33 | 33 | 0   |
|  | 8.   | Russi        | 19       | 23 | 7  | 5 | 11 | 34 | 40 | -6  |
|  | 9.   | SPAL B       | 17       | 23 | 5  | 7 | 11 | 22 | 40 | -18 |
|  | 9.   | Modena B     | 17       | 23 | 7  | 3 | 13 | 26 | 47 | -21 |
|  | 9.   | Reggiana B   | 17       | 23 | 6  | 5 | 12 | 26 | 51 | -25 |
|  | 12.  | Renato Serra | 12       | 23 | 5  | 2 | 16 | 21 | 57 | -36 |
|  | --   | Budrio       | Ritirato |    |    |   |    |    |    |     |
|  | --   | Parma B      | Ritirato |    |    |   |    |    |    |     |

Legenda:
      Campione emiliano di Prima Divisione.
      Promosso in Serie C.
Regolamento:
Due punti a vittoria, uno a pareggio, zero a sconfitta.
Pari merito in caso di pari punti.
Note:
Budrio ritirato dopo la 20. giornata e annullate tutte le gare disputate nel girone di ritorno.
Parma B ritirato dopo la 8. giornata e annullate tutte le gare disputate.
Carpi, Forlì e Ravenna ammesse in Serie C 1936-37 a completamento organici. Il Molinella rinuncia all'ammissione in Serie C.

## Toscana
Direttorio VIII Zona (Toscana).
Sede: Via Bufalini, 12 - Firenze tel. 24541.
Presidente: Cav. Dante Berretti

### Girone unico

#### Squadre partecipanti
| Club                                 | Città                | Stagione precedente |
| ------------------------------------ | -------------------- | ------------------- |
| U.S. Carrarese "Pietrino Binelli"    | Carrara              |                     |
| A.C. Fiorentina (B = riserve)        | Firenze              |                     |
| U.S. Grosseto                        | Grosseto             |                     |
| U.S. Livorno (B = riserve)           | Livorno              |                     |
| U.S. Lucchese Libertas (B = riserve) | Lucca                |                     |
| U.S. Nuova Italia                    | Forte dei Marmi (LU) |                     |
| U.S. Orbetello                       | Orbetello (GR)       |                     |
| A.C. Pisa (B = riserve)              | Pisa                 |                     |
| U.S. Pistoiese (B = riserve)         | Pistoia              |                     |
| A.C. Spezia (B = riserve)            | La Spezia            |                     |
| Pol. Versiliese                      | Pietrasanta (LU)     |                     |

#### Classifica
|  | Pos. | Squadra              | Pt       | G  | V | N | P | GF | GS | DR |
|  | ---- | -------------------- | -------- | -- | - | - | - | -- | -- | -- |
|  | 1.   | Fiorentina B         | 25       | 18 |   |   |   |    |    |    |
|  | 2.   | Carrarese P. Binelli | 24       | 18 |   |   |   |    |    |    |
|  | 2.   | Livorno B            | 24       | 18 |   |   |   |    |    |    |
|  | 4.   | Grosseto             | 23       | 18 |   |   |   |    |    |    |
|  | 5.   | Lucchese B           | 17       | 18 |   |   |   |    |    |    |
|  | 5.   | Pistoiese B          | 17       | 18 |   |   |   |    |    |    |
|  | 7.   | Orbetello            | 15       | 18 |   |   |   |    |    |    |
|  | 8.   | Pisa B               | 10       | 18 |   |   |   |    |    |    |
|  | 9.   | Spezia B             | 5        | 18 |   |   |   |    |    |    |
|  | --   | Versiliese           | Ritirato |    |   |   |   |    |    |    |
|  | --   | Nuova Italia         | Ritirato |    |   |   |   |    |    |    |

Legenda:
      Campione toscano di Prima Divisione.
      Promosso in Serie C.
Regolamento:
Due punti a vittoria, uno a pareggio, zero a sconfitta.
Pari merito in caso di pari punti.
Note:
Grosseto ammesso in Serie C a completamento degli organici.

## Marche
Direttorio IX Zona (Marche e Abruzzi).
Sede: Via Torroni, 5 - Ancona tel. 24-28.
Presidente: Rag. Giulio Borghetti

### Girone unico

#### Squadre partecipanti
| Club                                  | Città                  | Stagione precedente |
| ------------------------------------- | ---------------------- | ------------------- |
| U.S. Anconitana-Bianchi (B = riserve) | Ancona                 |                     |
| S.S. Ascoli                           | Ascoli Piceno          |                     |
| Dop. Cantiere Navale                  | Ancona                 |                     |
| S.S. Fabriano                         | Fabriano (AN)          |                     |
| A.C. Macerata                         | Macerata               |                     |
| Sez. Sportiva Dop. Montecatini        | Bussi sul Tirino (PE)  |                     |
| A.S. Penne                            | Penne (PE)             |                     |
| Puritas                               | Pescara                |                     |
| U.S. Sangiorgese                      | Porto San Giorgio (AP) |                     |
| S.S. Vis Pesaro                       | Pesaro                 |                     |

#### Classifica
|  | Pos. | Squadra              | Pt       | G  | V | N | P | GF | GS | DR  |
|  | ---- | -------------------- | -------- | -- | - | - | - | -- | -- | --- |
|  | 1.   | Cantiere Navale      | 20       | 14 | 7 | 6 | 1 | 29 | 12 | +17 |
|  | 2.   | Macerata             | 19       | 14 | 7 | 5 | 2 | 35 | 12 | +23 |
|  | 3.   | Anconitana-Bianchi B | 18       | 14 | 6 | 6 | 2 | 23 | 10 | +13 |
|  | 4.   | Vis Pesaro           | 14       | 14 | 6 | 2 | 6 | 24 | 20 | +4  |
|  | 4.   | Montecatini          | 14       | 14 | 5 | 4 | 5 | 17 | 19 | -2  |
|  | 6.   | Fabriano             | 9        | 14 | 4 | 1 | 9 | 15 | 37 | -22 |
|  | 6.   | Ascoli (-1)          | 9        | 14 | 3 | 4 | 7 | 16 | 28 | -12 |
|  | 8.   | Puritas              | 8        | 14 | 2 | 4 | 8 | 12 | 33 | -21 |
|  | --   | Penne                | Ritirato |    |   |   |   |    |    |     |
|  | --   | Sangiorgese          | Ritirato |    |   |   |   |    |    |     |

Legenda:
      Promosso in Serie C.
Regolamento:
Due punti a vittoria, uno a pareggio, zero a sconfitta.
Pari merito in caso di pari punti.
Note:
Ascoli ha scontato 1 punto di penalizzazione in classifica per una rinuncia.
Penne ritirato prima del termine del girone di andata, annullate tutte le gare disputate.
Il Cantiere Navale, inizialmente promosso, non regolarizzò l'iscrizione in Serie C.
Il Macerata fu ammesso in Serie C a completamento degli organici.

## Lazio
Direttorio X Zona (Umbria).
Sede: Via Baldeschi, 2 - Perugia.
Presidente: Gastone Bonaiuti.
- Campionato non organizzato per carenza di iscrizioni, squadre aggregate al Lazio.

Direttorio XI Zona (Lazio, Umbria e Abruzzi).
Sede: Via Colonna Antonina, 41 - Roma tel.67223.
Presidente: Rag. Federico Tedeschi

### Squadre partecipanti
| Club                               | Città              | Stagione precedente                                                                |
| ---------------------------------- | ------------------ | ---------------------------------------------------------------------------------- |
| S.S. Civitavecchiese (B = riserve) | Civitavecchia (RM) | 8ª in Seconda Divisione, girone laziale                                            |
| A.C. F.A.U.L. Viterbo              | Viterbo            | 9ª in Seconda Divisione, girone laziale                                            |
| S.S. Lazio (B = riserve)           | Roma               | 1ª in Seconda Divisione, girone laziale                                            |
| G.S. Dop. M.A.T.E.R.               | Roma               | 3ª in Terza Divisione, girone laziale                                              |
| P.F. Mario Umberto Borzacchini     | Terni              | 1ª in Seconda Divisione, girone umbro                                              |
| G.S. Monte dei Paschi              | Roma               | 5ª in Seconda Divisione, girone laziale                                            |
| U.S. Ostiense                      | Roma-Ostia         | 3ª in Seconda Divisione, girone laziale                                            |
| A.C. Perugia                       | Perugia            | 15ª in Serie B/gir.B, squadra sciolta Perugia B 3ª in Seconda Divisione, gir.umbro |
| A.S. Roma (B = riserve)            | Roma               | 2ª in Seconda Divisione, girone laziale                                            |
| S.S. Sulmona                       | Sulmona (AQ)       | 8ª in Prima Divisione / girone G                                                   |

### Classifica finale
|  | Pos. | Squadra               | Pt | G  | V  | N | P | GF | GS | DR  |
|  | ---- | --------------------- | -- | -- | -- | - | - | -- | -- | --- |
|  | 1.   | Roma B                | 30 | 18 | 12 | 6 | 0 | 41 | 18 | +23 |
|  | 2.   | Lazio B               | 22 | 18 | 9  | 4 | 5 | 37 | 15 | +22 |
|  | 3.   | MATER                 | 21 | 18 | 7  | 6 | 5 | 30 | 20 | +10 |
|  | 4.   | Ostiense              | 19 | 18 | 6  | 7 | 5 | 28 | 25 | +3  |
|  | 5.   | Sulmona               | 18 | 18 | 6  | 6 | 6 | 22 | 20 | +2  |
|  | 6.   | Monte dei Paschi      | 17 | 18 | 5  | 7 | 6 | 17 | 18 | -1  |
|  | 7.   | Borzacchini Terni     | 15 | 18 | 4  | 7 | 7 | 15 | 28 | -13 |
|  | 8.   | Civitavecchiese B     | 13 | 18 | 4  | 5 | 9 | 22 | 35 | -13 |
|  | 8.   | F.A.U.L. Viterbo (-1) | 13 | 18 | 4  | 6 | 8 | 19 | 33 | -14 |
|  | 10.  | Perugia               | 12 | 18 | 3  | 6 | 9 | 12 | 30 | -18 |

Legenda:
      Campione laziale di Prima Divisione.
      Promosso in Serie C.
      Retrocesso in Seconda Divisione.
Regolamento:
Due punti a vittoria, uno a pareggio, zero a sconfitta.
Pari merito in caso di pari punti.
Note:
Il F.A.U.L. Viterbo ha scontato 1 punto di penalizzazione in classifica per una rinuncia.

### Verdetti finali
- Roma B è campione laziale di Prima Divisione 1935-1936.
- M.A.T.E.R. (prima squadra non riserve) è promossa in Serie C 1936-1937.
- Civitavecchiese B, F.A.U.L. Viterbo e Perugia retrocedono in Seconda Divisione 1936-1937.

Direttorio XII Zona (Abruzzi).
Sede: Palazzo del Littorio - Aquila degli Abruzzi.
Presidente: Aggregato alle regioni confinanti.

## Campania
Direttorio XIII Zona (Campania).
Sede: Via Medina, 63 - Napoli tel. 28872.
Presidente:

### Girone unico

#### Squadre partecipanti
| Club                             | Città                        | Stagione precedente |
| -------------------------------- | ---------------------------- | ------------------- |
| F.G.C.                           | Salerno                      |                     |
| S.S. Giugliano                   | Giugliano in Campania (NA)   |                     |
| G.S. Montepaschi Siena           | Napoli                       |                     |
| A.C. Napoli (B = riserve)        | Napoli                       |                     |
| Nola F.C.                        | Nola (NA)                    |                     |
| U.S. Partenope                   | Napoli                       |                     |
| U.S.F. Salernitana (B = riserve) | Salerno                      |                     |
| A.C. Stabia                      | Castellammare di Stabia (NA) |                     |

#### Classifica finale
|  | Pos. | Squadra           | Pt | G  | V | N | P  | GF | GS | DR  |
|  | ---- | ----------------- | -- | -- | - | - | -- | -- | -- | --- |
|  | 1.   | Partenope         | 20 | 14 | 8 | 4 | 2  | 32 | 19 | +13 |
|  | 2.   | Napoli B          | 18 | 14 | 7 | 4 | 3  | 38 | 14 | +24 |
|  | 3.   | Nola              | 17 | 14 | 6 | 5 | 3  | 31 | 18 | +13 |
|  | 4.   | Salernitana B     | 16 | 14 | 6 | 4 | 4  | 34 | 19 | +15 |
|  | 4.   | Montepaschi Siena | 16 | 14 | 6 | 4 | 4  | 16 | 19 | -3  |
|  | 6.   | Giugliano         | 13 | 14 | 5 | 3 | 6  | 19 | 27 | -8  |
|  | 7.   | Stabia            | 11 | 14 | 2 | 7 | 5  | 13 | 24 | -11 |
|  | 8.   | F.G.C. Salerno    | 1  | 14 | 0 | 1 | 13 | 14 | 55 | -41 |

Legenda:
      Promosso in Serie C.
Regolamento:
Due punti a vittoria, uno a pareggio, zero a sconfitta.
Pari merito in caso di pari punti.
Note:
Partenope, inizialmente promossa, non regolarizzò l'iscrizione in Serie C.

## Puglia
Direttorio XIV Zona (Puglia).
Sede: Corso Vittorio Emanuele, 193 - Bari tel. 13404.
Presidente: Cav.Avv. Sebastiano Roca

### Squadre partecipanti
| Club                       | Città            | Stagione precedente         |
| -------------------------- | ---------------- | --------------------------- |
| U.S. Bari (B = riserve)    | Bari             |                             |
| G.S. Cantiere Tosi         | Taranto          |                             |
| G.S. Generale Pugliese     | Bari             |                             |
| Dop. Lecce                 | Lecce            | 1º nella ex Terza Divisione |
| A.S. Manfredonia           | Manfredonia (FG) |                             |
| U.S. Matera                | Matera           |                             |
| A.S. Molfetta              | Molfetta (BA)    |                             |
| A.S. Taranto (B = riserve) | Taranto          |                             |
| U.S. Terlizzi              | Terlizzi (BA)    |                             |

### Classifica
|  | Pos. | Squadra           | Pt | G  | V  | N | P  | GF | GS | DR  |
|  | ---- | ----------------- | -- | -- | -- | - | -- | -- | -- | --- |
|  | 1.   | Manfredonia       | 24 | 16 | 11 | 2 | 3  | 34 | 12 | +22 |
|  | 2.   | Bari B            | 23 | 16 | 10 | 3 | 3  | 41 | 16 | +25 |
|  | 3.   | Molfetta          | 20 | 16 | 10 | 0 | 6  | 34 | 16 | +18 |
|  | 4.   | Lecce             | 18 | 16 | 8  | 2 | 6  | 32 | 30 | +2  |
|  | 5.   | Cantieri Tosi     | 17 | 16 | 8  | 1 | 7  | 17 | 21 | -4  |
|  | 6.   | Taranto B         | 16 | 16 | 5  | 6 | 5  | 26 | 17 | +9  |
|  | 7.   | Generale Pugliese | 12 | 16 | 5  | 2 | 9  | 20 | 42 | -22 |
|  | 8.   | Matera            | 10 | 16 | 4  | 2 | 10 | 13 | 29 | -16 |
|  | 9.   | Terlizzi          | 4  | 16 | 1  | 2 | 13 | 7  | 41 | -34 |

Legenda:
      Promosso in Serie C.
Regolamento:
Due punti a vittoria, uno a pareggio, zero a sconfitta.
Pari merito in caso di pari punti.
Note:
Lecce ammesso in Serie C a completamento degli organici il 24 luglio 1936.
Molfetta e Cantieri Tosi ammessi in Serie C a completamento degli organici il 24 luglio 1936.
Direttorio XV Zona (Lucania).
Non fu organizzato alcun campionato a livello federale. Rimasero attivi i 2 Direttori Locali S.P. di Potenza e Matera. Le squadre erano aggregate alla Puglia.
Direttorio XVI Zona (Calabria).
Sede: Piazza T. Campanella, 6 - (Cosenza).
Presidente:
Non disputato.

## Sicilia
Direttorio XVII Zona (Sicilia).
Sede: Via Pignatelli, 18 - Palermo tel. 12501.
Presidente:

### Girone unico

#### Squadre partecipanti
| Club                         | Città                | Stagione precedente                  |
| ---------------------------- | -------------------- | ------------------------------------ |
| S.S. Alcamo                  | Alcamo (TP)          |                                      |
| A.F.C. Catania (B = riserve) | Catania              |                                      |
| Juventus S.C.                | Trapani              | Bancarotta con rinuncia alla Serie C |
| A.C. Messina (B = riserve)   | Messina              |                                      |
| U.S. Nissena (B = riserve)   | Caltanissetta        |                                      |
| A.C. Palermo (B = riserve)   | Palermo              |                                      |
| A.S. Termini Imerese         | Termini Imerese (PA) |                                      |

#### Classifica finale
|  | Pos. | Squadra          | Pt       | G  | V | N | P | GF | GS | DR  |
|  | ---- | ---------------- | -------- | -- | - | - | - | -- | -- | --- |
|  | 1.   | Palermo B        | 15       | 10 |   |   |   |    |    |     |
|  | 1.   | Catania B        | 15       | 10 |   |   |   |    |    |     |
|  | 3.   | Alcamo           | 11       | 10 |   |   |   |    |    |     |
|  | 4.   | Termini Imerese  | 9        | 10 |   |   |   |    |    |     |
|  | 5.   | Juventus Trapani | 6        | 10 | 1 | 4 | 5 | 9  | 20 | -11 |
|  | 6.   | Nissena B        | 4        | 10 |   |   |   |    |    |     |
|  | --   | Messina B        | Ritirato |    |   |   |   |    |    |     |

Legenda:
      Campione siciliano di Prima Divisione.
      Promosso in Serie C.
Regolamento:
Due punti a vittoria, uno a pareggio, zero a sconfitta.
Pari merito in caso di pari punti.
L'Alcamo, inizialmente promosso, non regolarizzò l'iscrizione in Serie C.
La Juventus Trapani si scioglie sommersa dai debiti.
Direttorio XVIII Zona (Sardegna).
Sede: Corso Vittorio Emanuele, 24 - (Cagliari) tel. 3966.
Commissario Straordinario:
Campionato non disputato.

## Tripolitania
Direttorio XIX Zona (Tripolitania).
Sede: Ufficio Sportivo P.N.F. - (Tripoli) tel.1714.
Presidente:
Squadre partecipanti alla Prima Divisione:
- 1º Fanteria
- U.S. Belker
- Dopolavoro
- I Genio
- I Legione

Squadre partecipanti alla 2.a Divisione:
- F.G.C.
- G.A.L. (Gioventù Araba del Littorio), Tripoli

Direttorio XX Zona (Cirenaica).
Sede: Casella Postale 187 - (Bengasi).
Presidente: Carlo Santi.
Direttorio XXI Zona (Somalia).
Sede: (Mogadiscio).
Presidente: Dr. Luigi Saverio Bertazzoni.
Direttorio XXII Zona (Egeo).
Sede: presso F.R.A.T.R.E.S. - (Rodi).
Commissario: ?.
1. Mereciaro Rodi